# Marcos Martí Totxo
Marcos Martí Totxo o Marc Martí (Alayor, 14 de mayo de 1531 (calendario Gregoriano) - Ciudadela de Menorca, 14 de noviembre de 1617), teólogo y Paborde de Menorca.

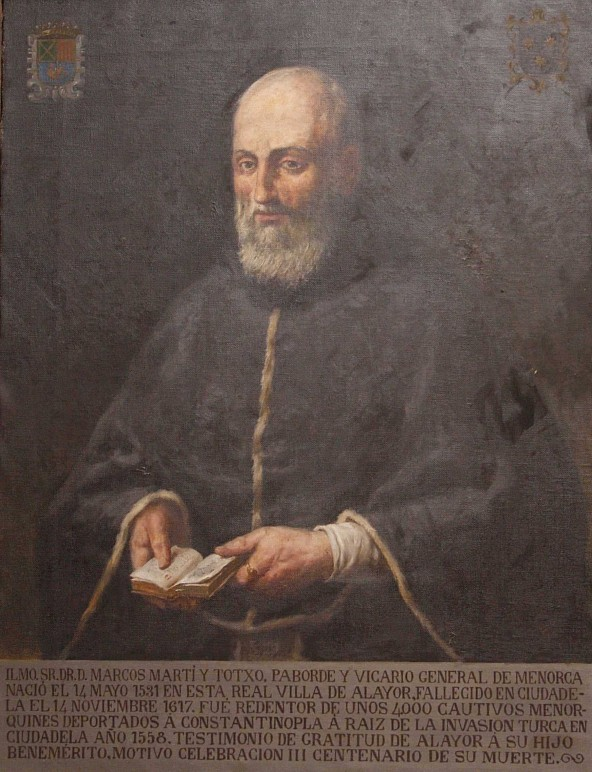
El Paborde Marcos Martí

Perteneciente a una familia acomodada, Marcos Martí estudió teología y se licenció en 1557 por la Universidad de Valencia. Con el asalto a Ciudadela de Menorca por parte de la flota otomana del almirante turco Pialí Bajá en 1558, el conocido como "año de la desgracia" (de Menorca), parte de su familia es deportada a Constantinopla.
En 1560, el padre Marcos Martí fue nombrado representante de la Universidad de Menorca para gestionar peticiones al Rey Felipe II. Así que en 1563 viajó a la capital otomana, Constantinopla, para negociar la liberación de unos 4.000 prisioneros de Menorca. En Constantinopla consiguió, con muchas dificultades, liberar a unos ochenta prisioneros. Durante la visita fue acusado de espía y encarcelado, pero logró huir. Marcos Martí regresó a España a principios de 1565.
En 1565, el Rey Felipe II, en reconocimiento a sus servicios, el padre Marcos Martí Totxo es nombrado paborde de Menorca, pasando así a ser la máxima autoridad de la isla que entonces pertenecía a la diócesis de Mallorca. En los siguientes años, Marcos Martí se convirtió en una de las figuras más importantes de la Iglesia Católica Romana en Menorca. Además de pavorde y párroco de Santa María de Ciudadela, también fue comisario insular de la Inquisición y Vicario General del obispo de Mallorca.
Se caracterizó por ser un tenaz negociador con la corte; espía y rescatador de cautivos en tierras otomanas; eclesiástico reformador; reconstructor de los templos devastados de Ciudadela; inquisidor temido y conflictivo que no dudaba en enfrentarse a los gobernadores y en perseguir a aquellos que, como Joan Seguí, podían perjudicar sus intereses; y jefe de uno de los bandos oligárquicos que permitió el enriquecimiento de sus familiares y protegidos.
Desde su primera estancia en Madrid, arrastraba una enfermedad que se manifestaba en ataques de migraña que en ocasiones le dejaban postrado largas temporadas. El 23 de marzo de 1616 ordenó sus últimas voluntades en el codicilo que dejó en manos del notario Francisco Bruy. El acta de defunción no nos dice el día exacto de su muerte. Sí precisa que había recibido los sacramentos y que recibió sepultura «en el carnero frente al altar mayor» de la parroquia de Santa María de Ciudadela, hoy catedral. 
El padre Marcos Martí dejó un epistolario recogido en los dos volúmenes de la «Jornada de Constantinopla» que, en opinión de Josefina Salord y Joan F. López Casasnovas, "son un tesoro documental..." . Entre sus numerosos documentos se encuentran muchos escritos en castellano, catalán y algunos en italiano. Se conservan pasaportes originales redactados en turco y un vocabulario turco-menorquín que ya fue publicado por Rafael Oleo en 1876.
Con motivo del tercer centenario de su muerte, en 1917, el municipio de Alayor le nombró Hijo Ilustre, y adquirió un cuadro al óleo que lo representa y que se encuentra en el salón de plenos del Ayuntamiento de Alayor.